# As-Samara
As-Samara (arab. السمارة) – miasto w północno-wschodniej części Sahary Zachodniej, w pobliżu wadi As-Sakija al-Hamra; 57 tysięcy mieszkańców (2014). Ważny węzeł komunikacyjny na szlakach transsaharyjskich. Czwarte co do wielkości miasto Sahary Zachodniej.